# Kabinet doktora Caligariho
Kabinet doktora Caligariho je němý hororový film z roku 1920 režiséra Roberta Wiena. Film se stal nejvýznačnějším příkladem německé expresionistické kinematografie a měl velký vliv na film noir a další hororové filmy. Scénář od Hanse Janowitze a Carla Mayera vytvořil typickou atmosféru filmu se zaměřením na chovance psychiatrických léčeben, na zmatek mezi pouťovými atrakcemi a na tajemné vraždy. Na výtvarné stránce filmu se podílela expresionistická skupina Der Sturm a základ tvoří deformované kulisy budov s ručně malovanými stíny a výrazné maskování herců.

## Příběh
Celý příběh je vyprávěn Francisem jako vzpomínka.
Francis s přítelem Alanem navštíví pouť (jarmark), kde se dostanou k atrakci dr. Caligariho a jeho náměsíčného Cesara. Caligari tvrdí, že Cesare dokáže odpovědět na každou otázku, kterou bude otázán. Alan se ho proto zeptá jak dlouho bude žít a Cesare odpoví, že s úsvitem zemře, což se ukáže jako pravdivé proroctví poté, co je Alan ráno nalezen zavražděn. Francis začne vyšetřovat se svoji přítelkyní Jane na vlastní pěst a začne sledovat Caligariho. Caligari mezitím přikáže Cesarovi zabít Jane, to však Cesare nedokáže a unese ji. Při únosu je pronásledován davem a posléze zemře vyčerpáním.
Mezitím Francis zjistí, že dr. Caligari je ve skutečnosti hlavou místní psychiatrické léčebny a z deníku, který najde v jeho kanceláři, vyčte, že jméno Caligari je převzaté z legendy z 18. století, podle které mnich dr. Caligari cestoval severní Itálií se somnambulním médiem, které měl plně v moci a vraždil s ním lidi. Caligari je následně umístěn do svého ústavu jako pacient.
Poté ovšem dojede k dějovému zvratu a divák zjistí, že celý příběh je Francisova smyšlenka a on, spolu s Jane a Cesarem jsou pacienti výše zmíněného ústavu vedeného „dr. Caligarim“.